# Mareen Hufe
Mareen Hufe née le 26 avril 1978 à Wesel en Allemagne est une triathlète professionnelle  multiple vainqueur Ironman et Ironman 70.3.

## Palmarès
Les tableaux présentent les résultats les plus significatifs (podium) obtenus sur le circuit international de triathlon depuis 2013.
| Année | Compétition               | Pays      | Position          | Temps           |
| ----- | ------------------------- | --------- | ----------------- | --------------- |
| 2018  | Cologne 226 Half          | Allemagne | Médaille d'or     | 4 h 39 min 6 s  |
| 2018  | Aasee-Triathlon           | Allemagne | Médaille d'or     | 4 h 10 min 40 s |
| 2018  | Ironman Malaisie          | Malaisie  | Médaille d'or     | 9 h 25 min 22 s |
| 2018  | Ironman Autriche          | Autriche  | Médaille d'or     | 9 h 0 min 32 s  |
| 2017  | Cologne 226 Half          | Allemagne | Médaille d'or     | 4 h 20 min 38 s |
| 2017  | Ironman Malaisie          | Malaisie  | Médaille d'argent | 9 h 27 min 22 s |
| 2017  | Cologne Hawaii-Special    | Allemagne | Médaille d'or     | 7 h 8 min 3 s   |
| 2016  | Ironman Malaisie          | Malaisie  | Médaille d'argent | 9 h 35 min 24 s |
| 2016  | Ironman Brésil            | Brésil    | Médaille d'argent | 9 h 9 min 36 s  |
| 2016  | Ironman Western Australie | Australie | Médaille d'argent | 8 h 57 min 25 s |
| 2015  | Ironman Western Australie | Australie | Médaille d'argent | 9 h 9 min 16 s  |
| 2014  | Ironman Western Australie | Australie | Médaille d'argent | 9 h 0 min 21 s  |
| 2013  | Ironman Western Australie | Australie | Médaille d'argent | 9 h 7 min 59 s  |